# Adina binti Othman
Adina binti Othman, mit vollem Titel: Datin Paduka Dayang Hajah Adina binti Othman, mit dem malaiischen Rufnamen Yang Mulia, ist eine Beamte und Beigeordnete Ministerin in Brunei.
Sie war von 2010 bis 2015 Ministerin für Kultur, Jugend und Sport und die erste Frau in Brunei, die überhaupt einen Ministerposten erhielt.

## Leben
Adina binti Othman erwarb einen Bachelor in Rechtswissenschaft und in Südostasienwissenschaften. Sie hat auch ein Post-Graduierten-Abschluss in Archiv-Verwaltung. Bis zu ihrer Nominierung als Beigeordnete Ministerin hat Adina binti Othman 32 Jahre lang im Ministerium für Kultur, Jugend und Sport gearbeitet.
In ihrer Karriere hat sie auch eine Reihe von verschiedenen Posten ausgefüllt, unter anderem als Special Duties Officer, Head of Youth and Sport Affairs und Community Development Director. Außerdem hat sie für das Department für Museen gearbeitet.
2009 wurde sie mit dem Brunei Woman Leader in Civil Society Award ausgezeichnet. Aufgrund ihrer Arbeit für die Entwicklung von Jugendangeboten und Gemeinschaften, wurde sie im April 2010 als Repräsentantin für Brunei bei der Kommission des Verbands Südostasiatischer Nationen (ASEAN) für die Verbesserung und den Schutz der Frauenrechte und der Kinderrechte benannt. Bei der Kommission setzte sie sich im Interesse Bruneis für Fragen der Kinderrechte ein. Ihre Beauftragung dauerte bis Oktober 2011.
Adina wurde am 29. Mai von Sultan Hassanal Bolkiah zur Beigeordneten Ministerin ernannt. Es hieß, es solle „neues Blut“ in den Ministerrat von Brunei gebracht werden. Sie diente als Ministerin bis 22. Oktober 2015. Ihre Amtszeit wurde nicht verlängert.
Sie hat eine ganze Anzahl von Artikeln in wissenschaftlichen Zeitschriften veröffentlicht.